# Zierker See

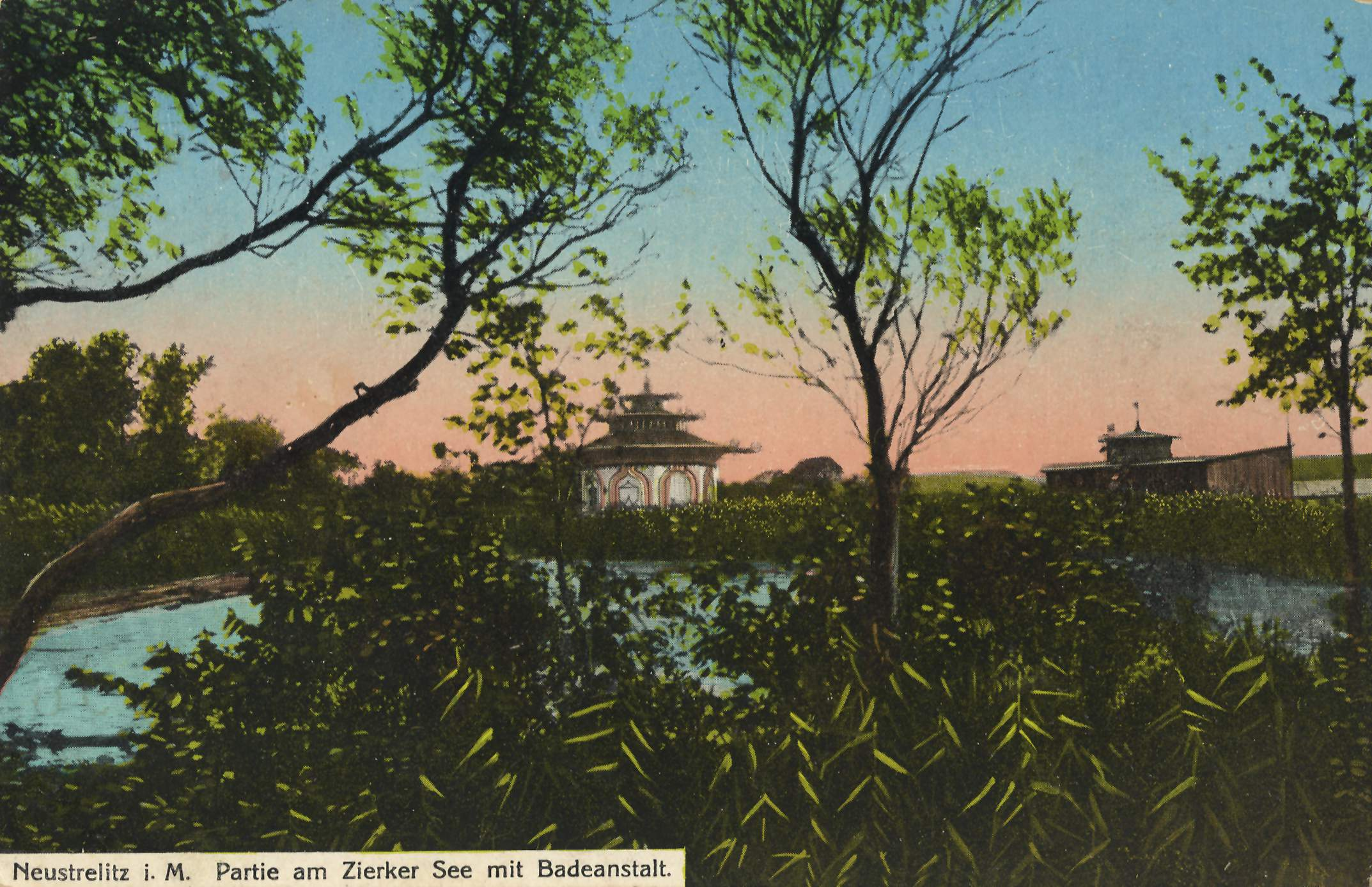
Llac Zierker en una postal de 1918

Zierker See (Llac Zierker) és un llac d'Alemanya. La ciutat de Neustrelitz es troba al nord d'aquest llac.
El llac té una superfície de 3,47 km² i es troba a 59 m d'altitud. Té una fondària mitjana d'1,6 m.
És un llac navegable des de Neustrelitz fins al seu extrem sud, on es troba amb el Canal Kammer, el Canal Kammer uneix el Zierker amb el llac Woblitzsee, i permet que els vaixells arribin al riu Havel.